# Ruota d'Oro
De Ruota d'Oro-GP Festa del Perdono is een eendaagse wielerwedstrijd in Toscane, Italië. De koers werd in 1978 voor het eerst georganiseerd als etappekoers en is volgens dit systeem tot 1985 en vervolgens eenmalig in 1990 verreden. Een bekende winnaar van de wedstrijd was de Italiaan Francesco Moser, in 1979.
In 2005 werd de koers nieuw leven ingeblazen, ditmaal als eendagswedstrijd. Hij maakt deel uit van de UCI Europe Tour en heeft een classificatie van 1.2U.
In 2023 werd de wielerwedstrijd voor het eerst gewonnen door een Belg: Gil Gelders. Er zijn anno 2023 nog geen Nederlandse eindoverwinnaars geweest.